# Mola de Garí
La Mola del Garí és una muntanya de 1.019 metres que es troba entre el municipi de Paüls, a la comarca catalana del Baix Ebre, i el de Prat de Comte, a la comarca de la Terra Alta.